# Gossip (Band)
Gossip (englisch Klatsch; vormals The Gossip) ist eine dreiköpfige Band aus Arkansas und Washington, die eine Mischung aus Disco- und Rockmusik macht. Sie wurde 1999 in Olympia gegründet. Die Bandmitglieder leben heute in Portland. 2016 wurde das Trio aufgelöst, Mitte November 2023 erfolgte ein Comeback.
Die Gruppe wurde von der Riot-Grrrl-Bewegung aus Olympia (Washington) und dem Feminismus beeinflusst.

## Geschichte

### Gründung und erste Veröffentlichungen
Beth Ditto, Nathan Howdeshell alias Brace Paine und Kathy Mendonca wuchsen gemeinsam in Searcy, Arkansas, auf und zogen 1999 nach Olympia um. Alle drei spielten bereits vorher in lokalen Bands; Ditto war Sängerin bei Little Miss Muffet, Howdeshell spielte bei Mrs. Garrett und den Space Kadetts / Boy Pussy USA und Mendonca bei PooPoo Icee. In Olympia gründeten sie aus einer Laune heraus die Gruppe The Gossip und spielten auf mehreren Konzerten. Sie kamen mit der dortigen Riot-Grrrl-Bewegung in Kontakt und veröffentlichten 1999 ihre Debüt-EP The Gossip beim Independent-Label K Records. Sie wurden als Eröffnungsgruppe für eine Tour von Sleater-Kinney engagiert. Viele der hier live gespielten Lieder veröffentlichen sie anschließend auf ihrem Debütalbum That's Not What I Heard beim Independent-Label Kill Rock Stars.

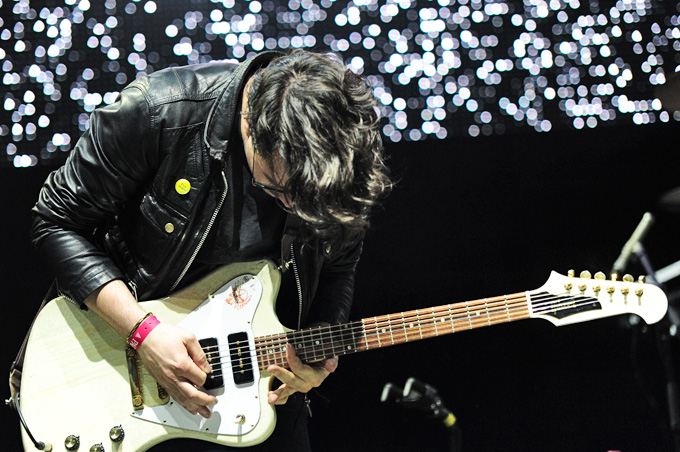
Nathan Howdeshell am Wellington Square 2011

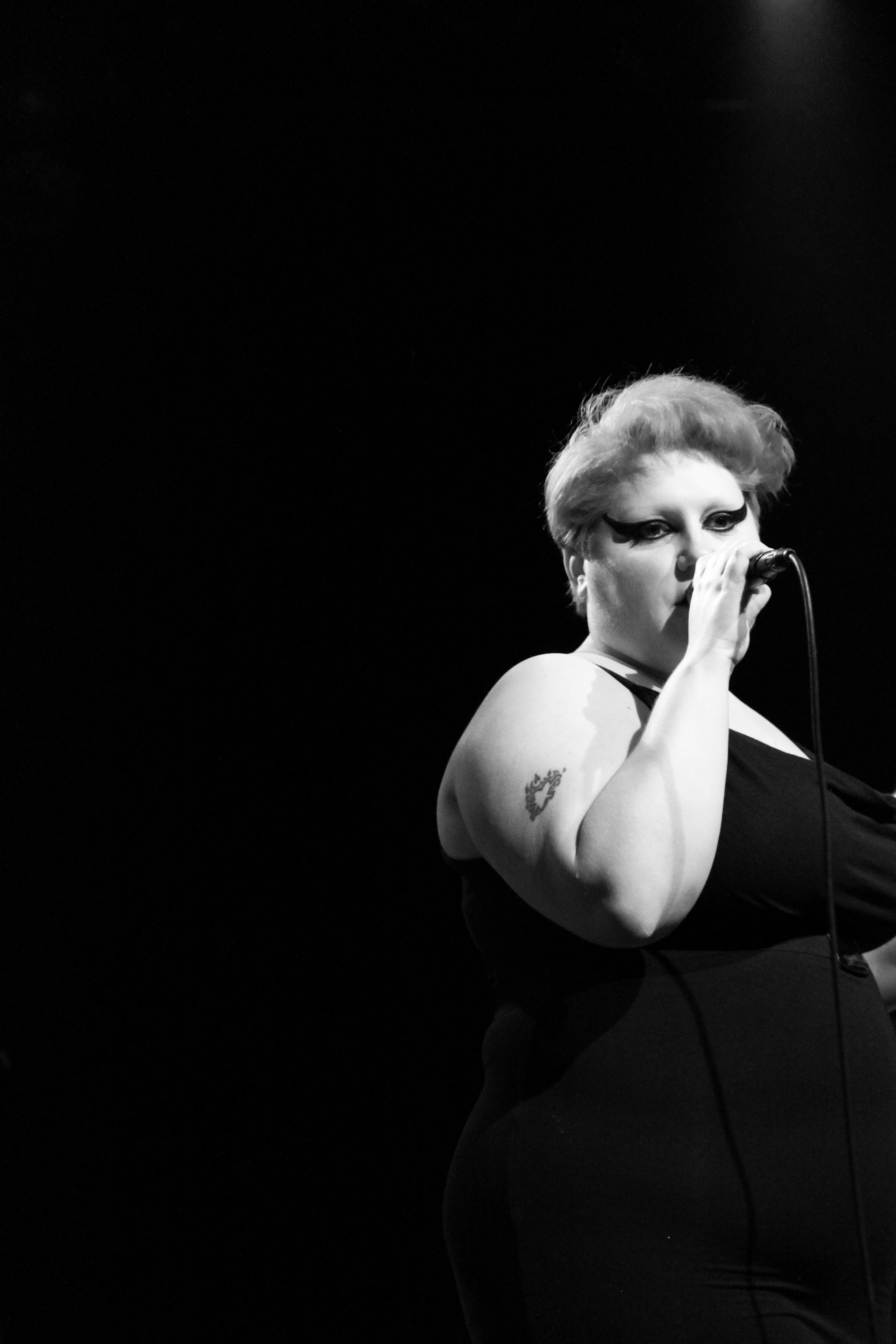
Beth Ditto im Commodore Ballroom in Vancouver, B.C. (2009)

Es folgen weitere Konzert-Touren, u. a. mit den Yeah Yeah Yeahs, Le Tigre, Erase Errata, Jon Spencer Blues Explosion, Stereo Total, The White Stripes, Sonic Youth, Har Mar Superstar, Les Georges Leningrad und The Kills, auf denen die Gruppe ihre Fan-Gemeinde vergrößern konnte, und die Veröffentlichung des Albums Movement im Mai 2003 (nunmehr als Gossip). 2003 veröffentlichte die Band ihr erstes Live-Album Undead in NYC. Kurz danach verließ die Schlagzeugerin Kathy Mendonca die Band, um zukünftig als Hebamme zu arbeiten. Öffentliche Aufmerksamkeit erlangt die Gruppe in dieser Zeit durch die teilweise deutlichen Texte und ihrem Engagement gegen die Wiederwahl von George W. Bush.
Die erste Veröffentlichung mit der neuen Schlagzeugerin Hannah Blilie war die zusammen mit der Synthie-Pop-Künstlerin Tracy + the Plastics produzierte Split-EP Real Damage, die im Januar 2005 veröffentlicht wurde.

### AlbumStanding in the Way of Control

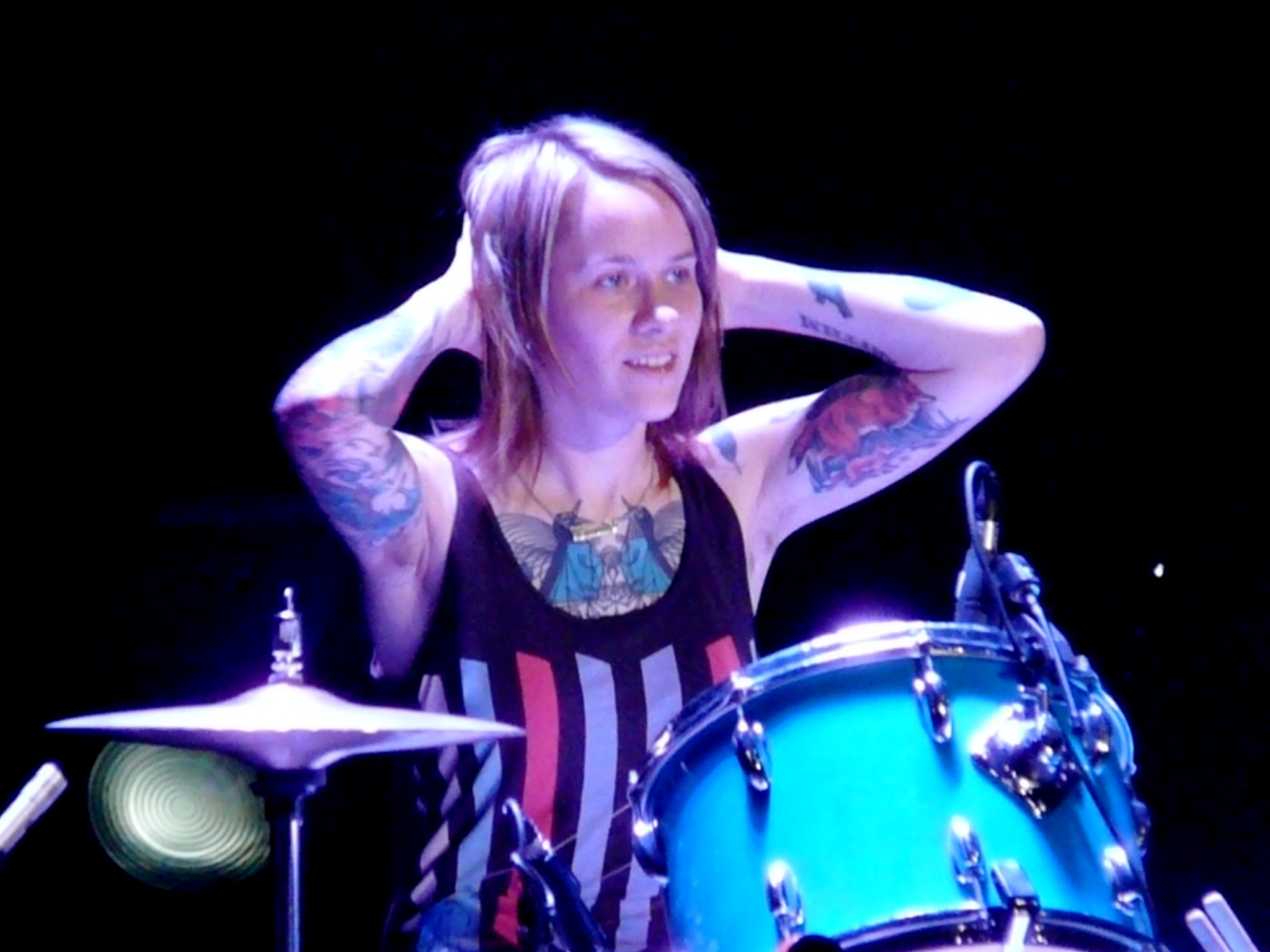
Hannah Blilie, 2008

Nach dem Ausstieg der Schlagzeugerin Kathy Mendonca und der Aufnahme der neuen Schlagzeugerin Hannah Blilie veröffentlichten Gossip 2006 ihr drittes Album Standing in the Way of Control erstmals auch in Europa beim deutschen Independent-Plattenlabel L’age d’or. Dieses Album wurde von Guy Picciotto und Ryan Hadlock in Seattle produziert.
Das Titellied wurde von Beth Ditto als Reaktion auf die Entscheidung der US-Regierung geschrieben, Schwulen und Lesben das Recht auf die Ehe zu verweigern. „Niemand in den Staaten war von der Entscheidung Bushs erstaunt oder erschüttert, aber alle Personen, die ich kenne, fühlten sich hilflos und betrogen“, sagt Beth, „Ich schrieb den Refrain, um die Leute zu ermutigen, nicht aufzugeben. Es ist eine schlechte Zeit für die Bürgerrechte, aber ich denke, die einzige Möglichkeit zu überleben ist zusammenzuhalten und weiter zu kämpfen.“
Das Album wurde vor allem in Großbritannien ein großer Erfolg. Im gleichen Jahr wurde Beth Ditto Gewinnerin der von der englischen Musikzeitschrift New Musical Express (NME) veröffentlichten NME Cool List; sie war die erste Frau, die in dieser Liste gewann. Der NME bat Ditto daraufhin, im Jahr darauf nackt auf dem Cover der Zeitschrift aufzutreten, wozu sie sich bereitfand. Das Lied wurde 2007 durch die Verwendung in der Werbung für die Fernsehserie Skins auf Channel 4 bekannt.

### AlbumMusic for Men
Im Juni 2009 erschien das Album Music for Men, welches der Band auch in den deutschsprachigen Ländern zum kommerziellen Durchbruch verhalf. Unterstützt durch die mediale Präsenz von Beth Ditto avancierte besonders die Leadsingle Heavy Cross zu einem Dauerbrenner in den deutschen Singlecharts und wurde vom Bundesverband Musikindustrie mit Dreifach-Gold ausgezeichnet. Im September 2010 wurde Heavy Cross als „erfolgreichste international produzierte Single“ genannt und brach im Januar 2011 einen weiteren Charts-Rekord, als die Single mit der Ausgabe vom 14. Januar 82 aufeinanderfolgende Wochen in den deutschen Top 100 notiert war. Zuvor hielt diesen Rekord Wolfgang Petry mit Die längste Single der Welt aus dem Jahr 1996. Mit den erreichten 96 Chartwochen (Stand 22. April 2011) rangiert Heavy Cross auf Platz 2 der ewigen Dauerbrennerliste. Nur DJ Ötzi & Nik P. mit Ein Stern (… der deinen Namen trägt) (106 Wochen) sind jemals länger in den deutschen Single-Charts gewesen.

### AlbumA Joyful Noise
Am 12. März 2012 wurde die erste Single Perfect World veröffentlicht. Das fünfte Album A Joyful Noise wurde am 11. Mai veröffentlicht. Das Album wurde von Mark Ronson und Brian Higgins (Xenomania) produziert. Die zweite Single Move in the Right Direction wurde am 23. Mai veröffentlicht. A Joyful Noise erreichte in der Schweiz Platz 1 und in Deutschland Platz 2 der Album-Charts.

### Seit 2016: Auflösung, Solokarriere und Comeback
Laut Pitchfork-Magazin ging die Band seit 2016 getrennte Wege, weil sich Beth Ditto mehr auf ihre Solokarriere und Modeschöpfungen konzentrieren wollte. Für Juli 2019 wurde ihr erstes Konzert seit sechs Jahren angekündigt.
Im November 2023 wurde über den Instagram-Kanal der Band unter dem Titel „Ready for Gossip?“ ein Comeback angekündigt. Dazu wurde die Website readyforgossip.com veröffentlicht, auf der ein siebentägiger Countdown zu sehen war. Dieser endete am 17. November mit der Veröffentlichung der Comeback-Single Crazy Again und des dazugehörigen Musikvideos.
Im März 2024 ist das Album Real Power erschienen.

## Stil
Die Band-Optik wird besonders von der Frontfrau Beth Ditto, die mit ihrem Gewicht das gängige Schönheitsideal der Popmusik konterkariert, beherrscht. Bei Konzerten strippt sie des Öfteren bis auf die Unterwäsche. Daneben fällt der Tomboy-Look der tätowierten Hannah Blilie und der Queercore-Style von Nathan Howdeshell auf.

## Auszeichnungen
- Beth Ditto wurde im November 2006 auf Platz eins der NME Cool List der britischen Musikzeitschrift New Musical Express gewählt.[15]
- 2009 erhielten Gossip für das Album Music for Men den kulturnews-Award „Beste Platte 2009“.[16]
- Für ihr Album Music for Men und die Single Heavy Cross erhielten Gossip in Deutschland jeweils eine Goldene und eine Platinschallplatte.[17]
- Gossip waren im Jahr 2010 gleich für drei Echos nominiert: „Erfolgreichster Newcomer International“, „Hit des Jahres“ und „Gruppe / Kollaboration International“. Sie konnten sich allerdings in keiner der Kategorien durchsetzen.[18]
- Bambi 2010 in der Kategorie Pop International.

## Diskografie
Studioalben

| Jahr | Titel                          | Höchstplatzierung, Gesamtwochen, AuszeichnungChartplatzierungen (Jahr, Titel, Platzierungen, Wochen, Auszeichnungen, Anmerkungen) | Höchstplatzierung, Gesamtwochen, AuszeichnungChartplatzierungen (Jahr, Titel, Platzierungen, Wochen, Auszeichnungen, Anmerkungen) | Höchstplatzierung, Gesamtwochen, AuszeichnungChartplatzierungen (Jahr, Titel, Platzierungen, Wochen, Auszeichnungen, Anmerkungen) | Höchstplatzierung, Gesamtwochen, AuszeichnungChartplatzierungen (Jahr, Titel, Platzierungen, Wochen, Auszeichnungen, Anmerkungen) | Höchstplatzierung, Gesamtwochen, AuszeichnungChartplatzierungen (Jahr, Titel, Platzierungen, Wochen, Auszeichnungen, Anmerkungen) | Anmerkungen                                               |
| Jahr | Titel                          | DE | AT | CH | UK | US | Anmerkungen                                               |
| ---- | ------------------------------ | --- | --- | --- | --- | --- | --------------------------------------------------------- |
| 2001 | That’s Not What I Heard        | — | — | — | — | — | Erstveröffentlichung: 23. Januar 2001                     |
| 2003 | Movement                       | — | — | — | — | — | Erstveröffentlichung: 6. Mai 2003                         |
| 2006 | Standing in the Way of Control | — | — | — | UK22 Gold · (28 Wo.)UK | — | Erstveröffentlichung: 24. Januar 2006 Verkäufe: + 100.000 |
| 2009 | Music for Men                  | DE10 ×2Doppelplatin · (78 Wo.)DE                                                                                                  | AT4 Platin · (52 Wo.)AT | CH12 Platin · (67 Wo.)CH | UK18 (3 Wo.)UK | US164 (1 Wo.)US | Erstveröffentlichung: 19. Juni 2009 Verkäufe: + 1.000.000 |
| 2012 | A Joyful Noise                 | DE2 Gold · (44 Wo.)DE | AT4 (28 Wo.)AT | CH1 Gold · (27 Wo.)CH | UK47 (1 Wo.)UK | US100 (1 Wo.)US | Erstveröffentlichung: 14. Mai 2012 Verkäufe: + 160.000    |
| 2024 | Real Power                     | DE8 (1 Wo.)DE | AT16 (1 Wo.)AT | CH11 (2 Wo.)CH | UK68 (1 Wo.)UK | — | Erstveröffentlichung: 22. März 2024                       |